# Sadd-e Ekbātān
Sadd-e Ekbātān (persiska: سَدِّ شَهناز, شَهنَز دَم, سدّ اکباتان, Sadd-e Shahnāz) är en dammbyggnad i Iran.   Den ligger i provinsen Hamadan, i den nordvästra delen av landet, 280 km väster om huvudstaden Teheran. Sadd-e Ekbātān ligger 1 936 meter över havet.
Terrängen runt Sadd-e Ekbātān är kuperad söderut, men norrut är den platt. Runt Sadd-e Ekbātān är det ganska tätbefolkat, med 185 invånare per kvadratkilometer. Närmaste större samhälle är Āzādshahr, 4,7 km nordväst om Sadd-e Ekbātān. Trakten runt Sadd-e Ekbātān består i huvudsak av gräsmarker.